# Альберт Кухлер
Альберт Кухлер (нім. Albert Kuchler) — німецький  лижник, призер чемпіонату світу. 
Бронзову медаль світової першості Кухлер виборов естафеті 4 х 10 км на  чемпіонаті світу 2023 року, що проходив у словенській Планиці.